# Número primo palindrómico
Un número primo palindrómico (o también primo capicúa) es un número primo que también es un número palindrómico. La palindromicidad depende de la base del sistema de numeración y sus convenciones con respecto a su escritura, mientras que al mismo tiempo su condición como primo es independiente de tales consideraciones. Los primeros primos palindrómicos decimales son:
2, 3, 5, 7, 11, 101, 131, 151, 181, 191, 313, 353, 373, 383, 727, 757, 787, 797, 919, 929, … (sucesión A002385 en OEIS)
Excepto en el caso del 11, todos los primos palindrómicos tienen un número impar de dígitos, ya que la prueba de divisibilidad para el 11 nos dice que cada número palindrómico con un número de dígitos par es un múltiplo de 11. Se desconoce si existe una cantidad ilimitada de números primos palindrómicos en base 10.
A octubre de 2021 el mayor primo palindrómico conocido es
101888529 - 10944264 - 1
que tiene 1.888.529 dígitos. Fue encontrado el 18 de octubre de 2021 por Ryan Propper y Serge Batalov. Por otro lado, se sabe que, para cualquier base, casi todos los números palindrómicos son compuestos, es decir, la proporción entre los números compuestos palindrómicos y todos los números palindrómicos por debajo de n tiende a ser 1.

## Otras bases
En el caso de los números binarios, los primos palindrómicos incluyen los primos de Mersenne y los primos de Fermat. Todos los primos palíndrómicos binarios, excepto el binario 11 (3 decimal) tienen un número par de dígitos; aquellos palindrómicos con un número par de dígitos son divisibles por 3. La secuencia de los primos palindrómicos comienza (en los binarios):
11, 101, 111, 10001, 11111, 1001001, 1101011, 1111111, 100000001, 100111001, 110111011, ... ((sucesión A117697 en OEIS)   )
Los primos palindrómicos con base 12 son (utilizando los dígitos dos y tres en reverso para representar el diez y el once, respectivamente):
2, 3, 5, 7, Ɛ, 11, 111, 131, 141, 171, 181, 1Ɛ1, 535, 545, 565, 575, 585, 5Ɛ5, 727, 737, 747, 767, 797, Ɛ1Ɛ, Ɛ2Ɛ, Ɛ6Ɛ, ...

## Propiedades
Debido al significado supersticioso de los números que contiene, el primo palindrómico 1000000000000066600000000000001 se conoce como "Primo de Belfegor", llamado así por Belfegor, uno de los 7 príncipes del infierno. El Primo de Belfegor se compone del número 666, y en cada costado lo circundan trece ceros y un uno. Es un ejemplo de un primo palindrómico de la bestia en el que un primo p es un número palindrómico con el 666 en el centro. Otro ejemplo de este tipo lo constituye el primo palindrómico 700666007.
Ribenboim define el primo palindrómico triple como un primo p para el cual: p es un primo palindrómico con q dígitos, donde q es un primo palindrómico con r dígitos, donde r es también un primo palindrómico. Por ejemplo: p = 1011310 + 4661664×105652 + 1, que tiene q = 11311 dígitos, y 11311 tiene r = 5 dígitos. El primer primo palindrómico triple (con base 10) es la cifra de 11 dígitos 10000500001. Es posible que un primo palindrómico triple en base 10 pueda ser también palindrómico en otra base, pero sería sumamente asombroso si fuera también un primo palindrómico triple en esa base.